# 斑鶲
斑鶲（学名：Muscicapa striata）为鶲科鶲属的鸟类。是舊世界鶲科的一種小型雀形目鳥類，主要在歐洲和古北界至西伯利亞繁殖，並具有候鳥特性，冬季遷徙至非洲和西南亞。该物种的模式产地在荷兰。它的分佈範圍在部分地區正在減少。
這種鳥外觀並不顯眼，具有長翅膀和長尾巴。成鳥的上半身為灰褐色，下半身為白色，頭頂和胸部有條紋，這也是它名稱的由來。 腿短且黑色，喙呈黑色，形狀寬闊但尖細，這是空中食蟲鳥類的典型特徵。幼鳥比成鳥更偏棕色，且上半身有斑點。

## 分類學
斑鶲於1764年由德國博物學家彼得·西蒙·帕拉斯描述，並命名為Motacilla striata。 屬名Muscicapa源自拉丁文，musca意為蒼蠅，capere意為捕捉。種小名striata來自拉丁文striatus，意為帶條紋的。
已確認有五個亞種，牠們均在非洲南部越冬，繁殖範圍如下：
- M. s. striata（Pallas，1764年） – 歐洲至西西伯利亞，西北非洲
- M. s. inexpectata（Dementiev，1932年） – 克里米亞（烏克蘭南部）
- 斑鶲新疆亚种 M. s. neumanni（Poche，1904年） – 愛琴海群島至中東、外高加索、伊朗北部及中部西伯利亞。在中国大陆，分布于新疆等地。该物种的模式产地在非洲。[10]
- M. s. sarudnyi（Snigirewski，1928年） – 伊朗東部、土庫曼斯坦至中亞和巴基斯坦北部山區
- M. s. mongola（Portenko，1955年） – 蒙古和西伯利亞南部

以前曾認定兩個其他亞種，M. s. tyrrhenica和M. s. balearica。然而，2016年發表的一項分子系統發生學研究顯示，這兩個亞種在基因上彼此相似，但與其他斑鶲亞種顯著不同。研究者建議應將這些島嶼亞種視為獨立物種。國際鳥盟已將其分裂，稱為地中海鶲，而其他分類學機構仍認為它們是同種。

## 描述
斑鶲是一種體型纖細的小鳥，體長約14.5 cm（5.7英寸），體重約14—20 g（0.49—0.71 oz）。它的上半身為暗淡的灰褐色，下半身為灰白色。頭頂、喉部和胸部有棕色條紋，翅膀和尾羽的邊緣有較淺的細條紋。 亞種M. s. tyrrhenica的上半身顏色較淡且偏暖色，頭部和胸部的標記較模糊。 雌雄外觀相似。幼鳥上半身有赭色斑點，下半身則有鱗狀棕色斑點。

## 行為與生態

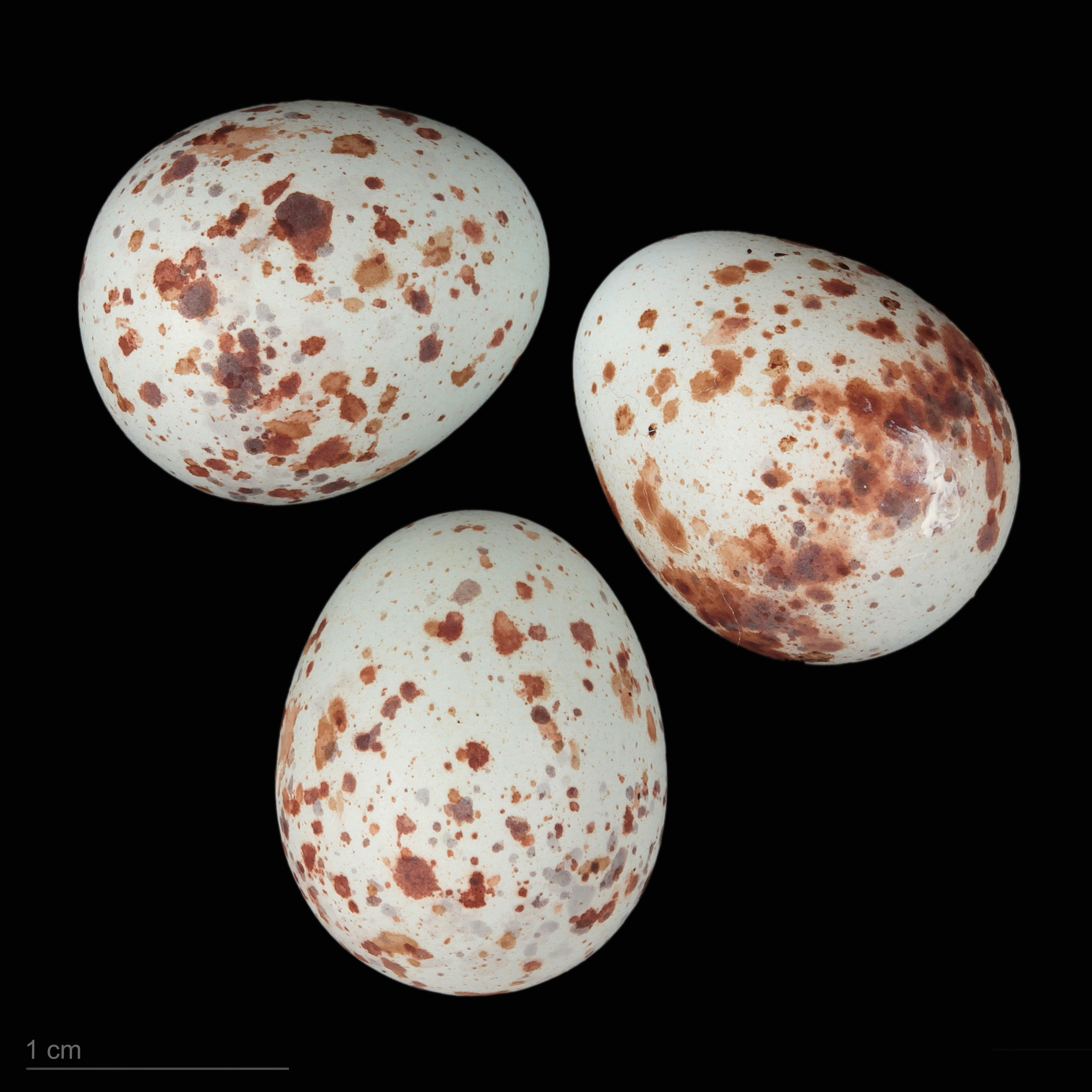
斑鶲的卵，雅克佩蘭德布里恰姆博 (Jacques Perrin de Brichambaut) 的收藏。

斑鶲會從顯眼的棲息處捕捉飛過的昆蟲，捕食後通常會返回同一棲木。它們直立的姿勢非常具特徵。
大多數雀形目鳥類的飛羽換羽順序是從靠近身體的羽毛開始向外進行。然而，斑鶲的特殊之處在於它們會先替換外側的飛羽，然後才是靠近身體的羽毛。
斑鶲的叫聲是一種細長、柔和且高音的tssssseeeeeppppp，音調略微下降。

### 繁殖
斑鶲喜愛在落葉林、公園和花園等樹木稀疏的開闊地區繁殖。它們會在牆壁凹處築開放式巢，並樂於使用開口式巢箱。每次產下4至6顆卵。
大多數歐洲鳥類無法區分自己的卵與其他物種的卵。例外的是大杜鵑的寄主鳥類，牠們為了抵禦巢寄生已經進化出這種技能。斑鶲擁有優秀的卵辨識能力，這可能表明它曾經是杜鵑的寄主，但由於卵辨識能力太強，最終擺脫了寄生。而林岩鷚則恰恰相反，牠似乎是較新的杜鵑寄主，因為牠沒有顯示出卵辨識的能力。

## 掠食
在英格蘭南部兩個不同地點進行的一項研究發現，有三分之一的巢遭到掠食。松鴉（Garrulus glandarius）是最常見的空中掠食者，會吃卵和雛鳥。家貓（Felis catus）掠食的巢數量較少。

## Gallery

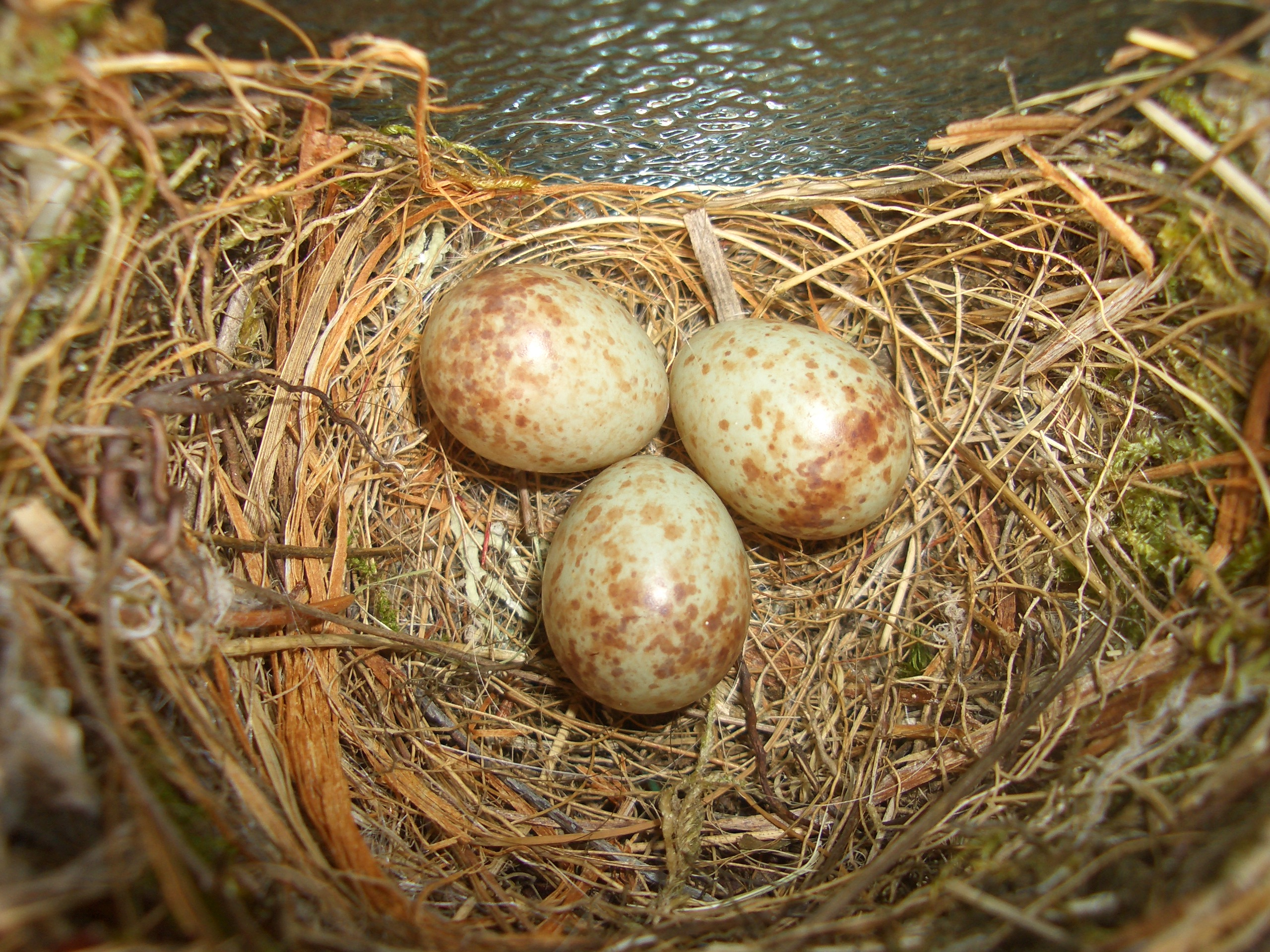
巢
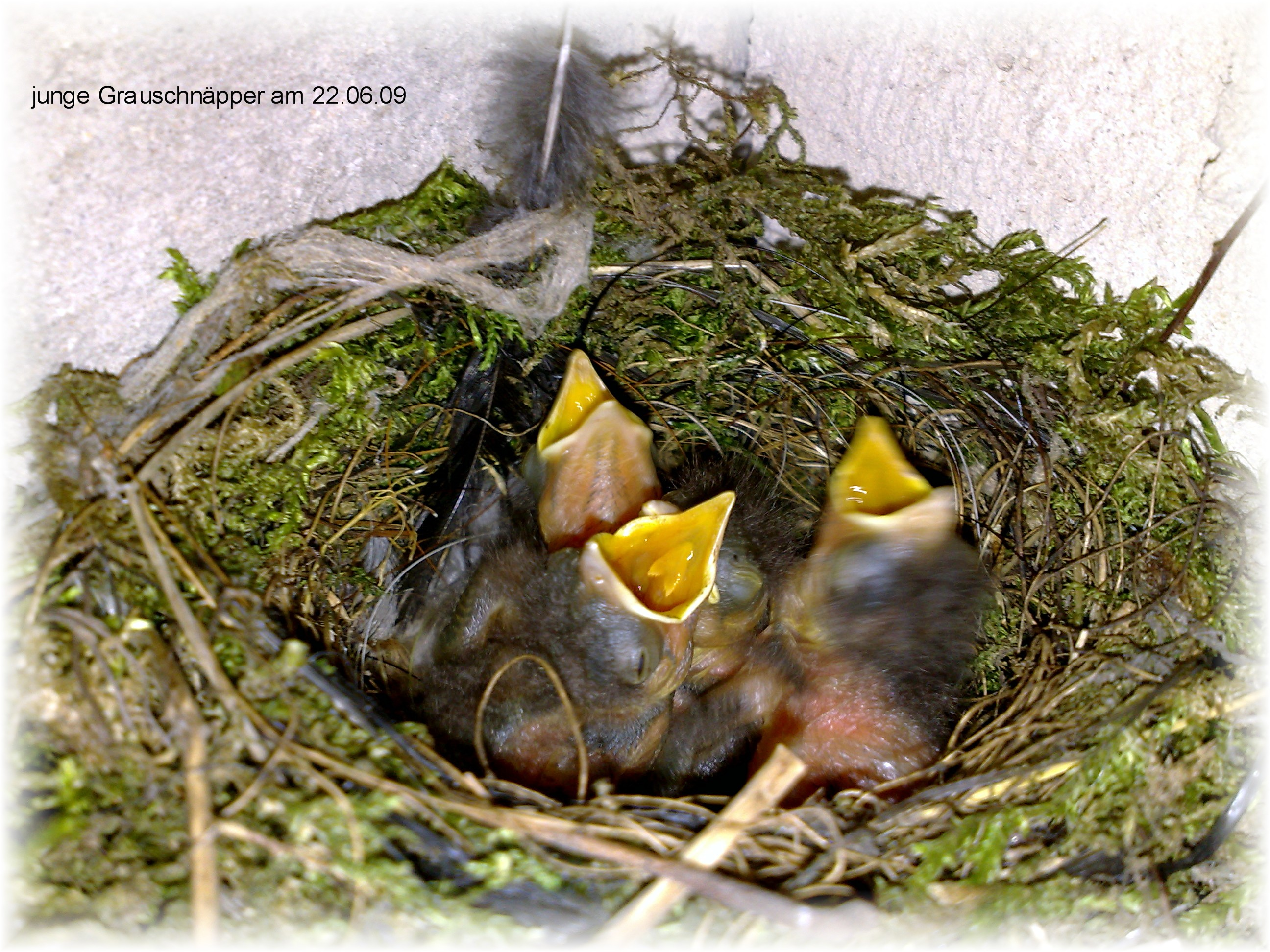
Spotted flycatcher nest.
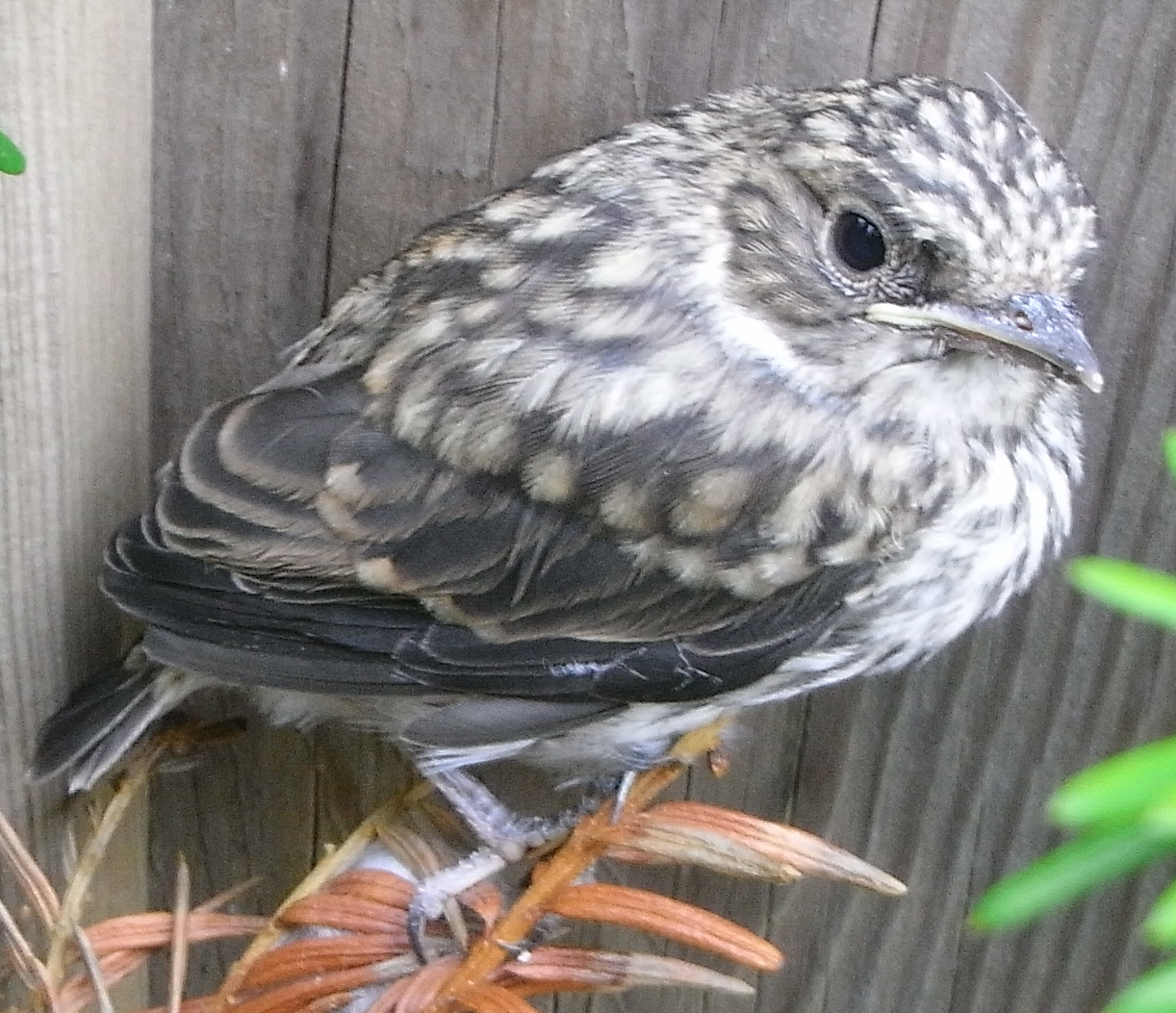
即將離巢的亞成鳥
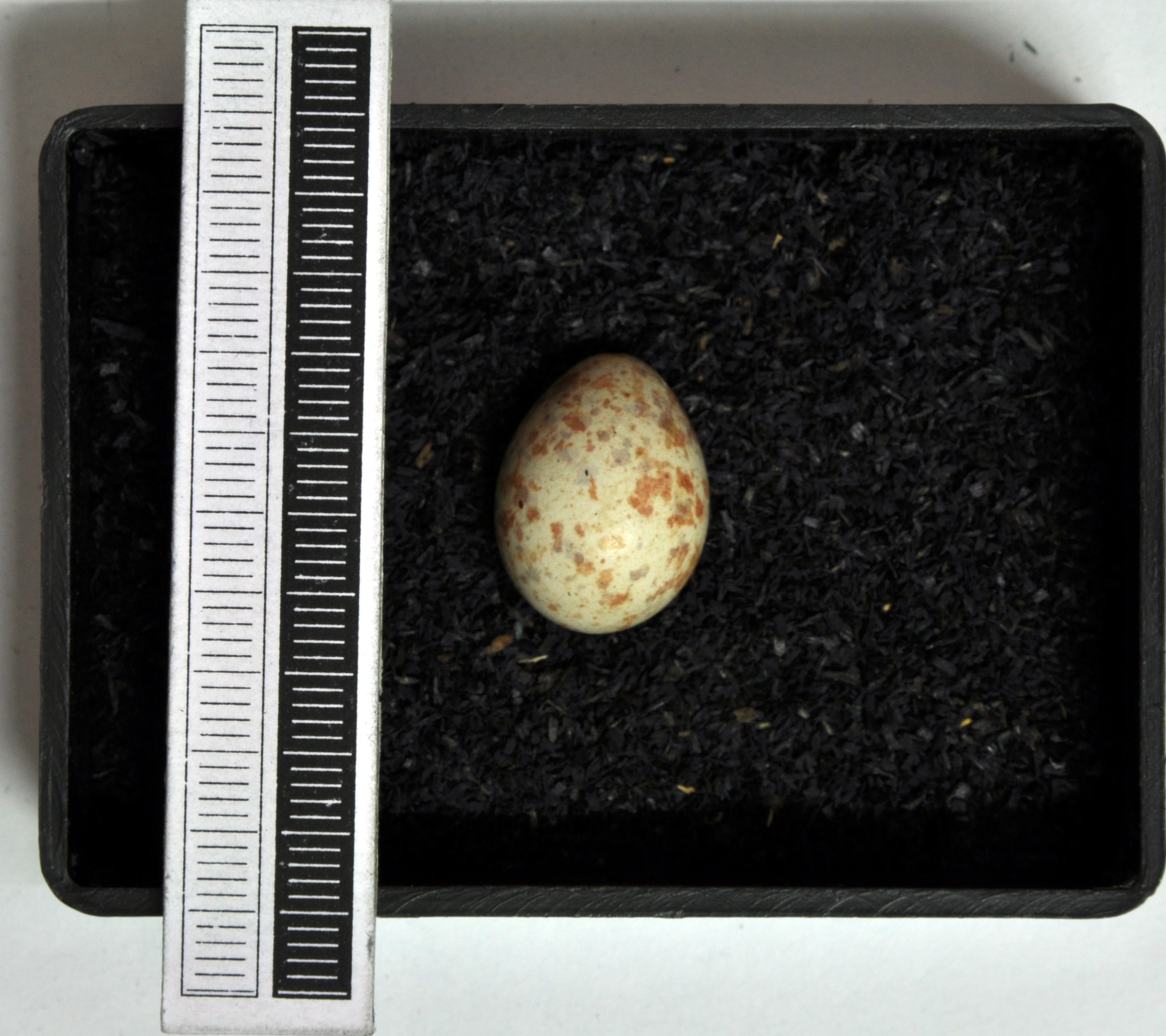
蛋, 收藏於威斯巴登博物館

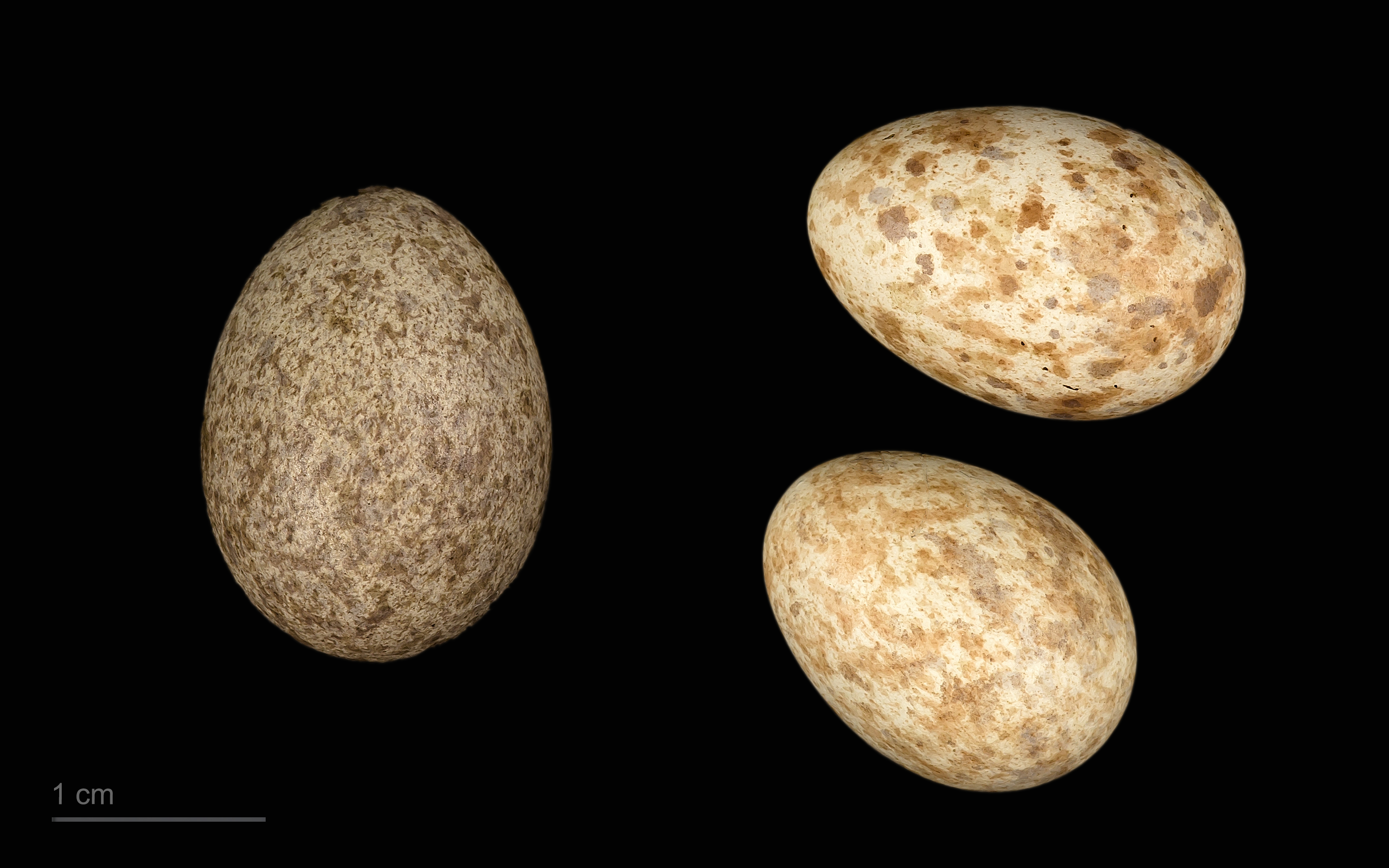
卵 Cuculus canorus canorus 在巢中 Muscicapa striata

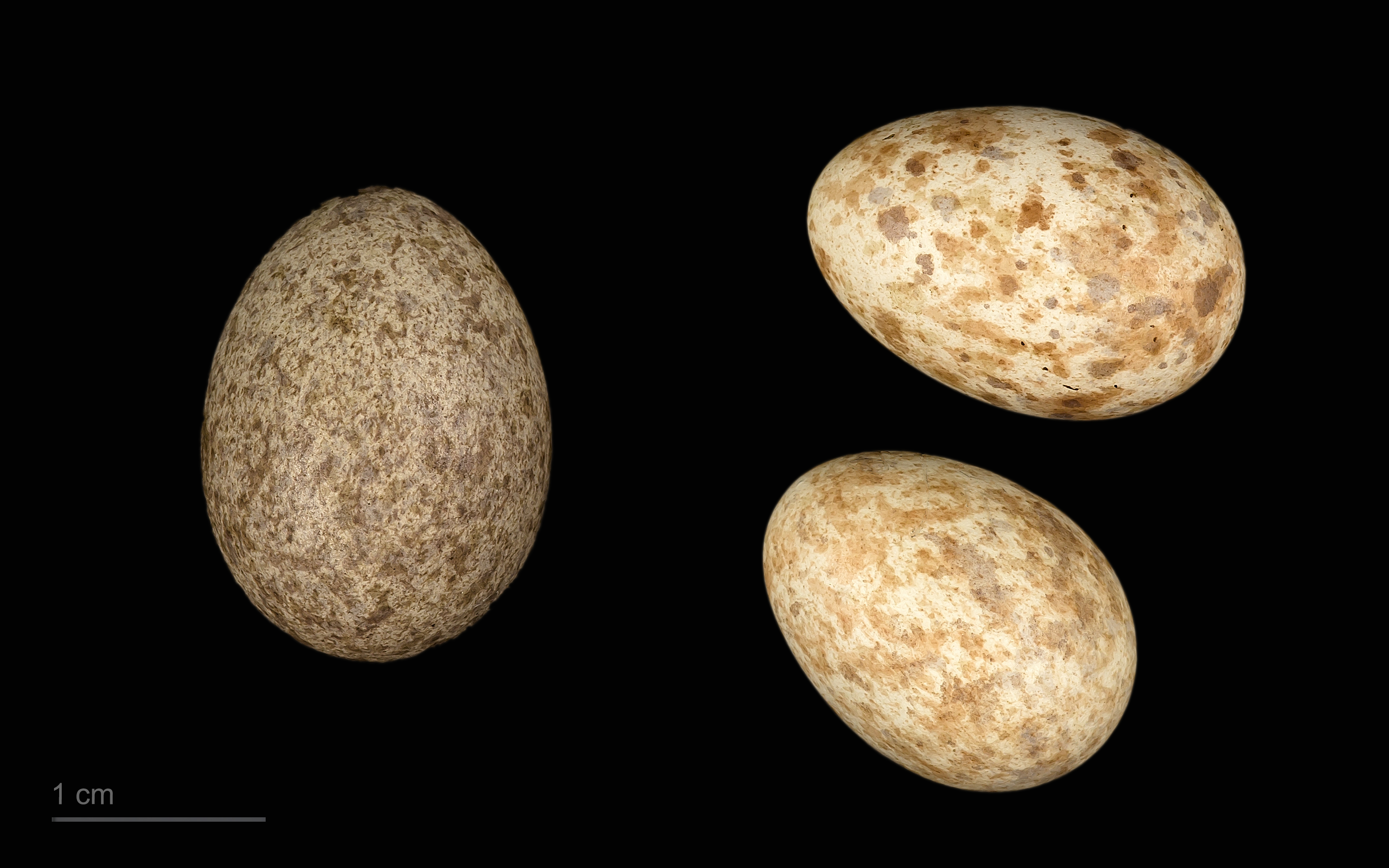
大杜鵑Cuculus canorus canorus的卵在斑鶲Muscicapa striata的巢 - 土魯斯博物館
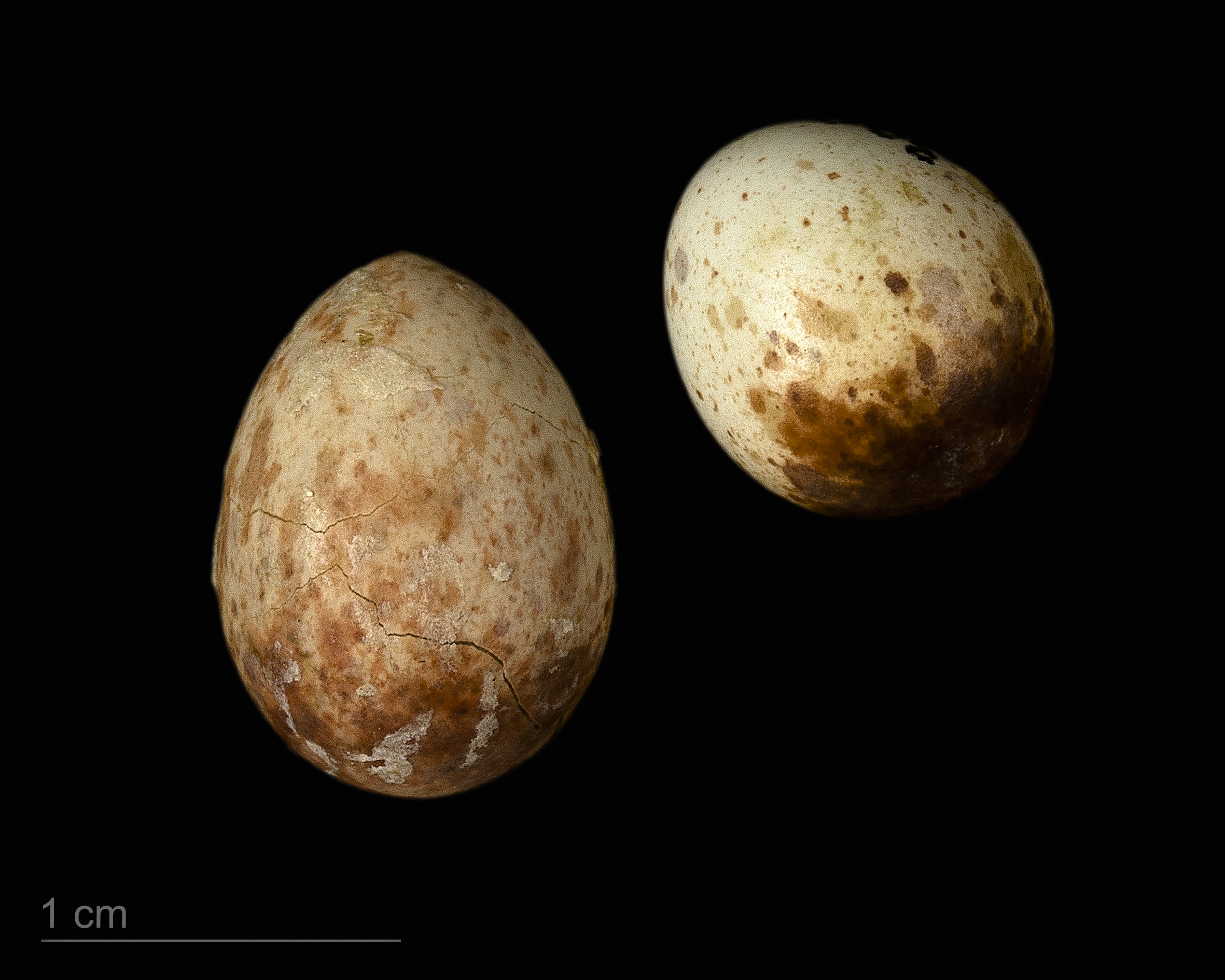
Muscicapa striata striata - 土魯斯博物館